# Optic Nerve (comics)
Pour l’article homonyme, voir Optic Nerve.
Optic Nerve est un comic book (périodique de bande dessinée américain) réalisé par l'Américain Adrian Tomine depuis 1991. Après avoir auto-édité sept numéros au format minicomic (en) de 1991 à 1994, Tomine en a confié la publication à Drawn & Quarterly, qui en a publié 14 numéros entre 1995 et 2015. L'ensemble des histoires publiées dans ces revues a été recueilli en albums par la même maison d'édition, et traduit en français par divers éditeurs.

## Historique de publication
Optic Nerve est d'abord un minicomic (en) en noir et blanc auto-édité par Tomine de l'automne 1991 (12 pages, couverture en noir et blanc) à l'automne 1994 (24 pages, couverture couleur). Les histoires courtes contenues dans ces sept numéros sont recueillies en 1995 sous le titre 32 Stories (1995),.
La maison d'édition canadienne Drawn & Quarterly assure à partir d'avril 1995 la diffusion d'une seconde série, publiée au format comic book standard de 28 pages,. Le cinquième numéro, sorti en février 1998, est le premier à ne contenir qu'une seule histoire (Alter Ego), ce qui est également le cas des six numéros suivants, qui font 36 pages. Les numéros 12 à 14, qui font 44 pages, contiennent à nouveau plusieurs histoires. Cette seconde série a fait l'objet de quatre recueils entre 1997 et 2015, tous traduits en français.

## Distinctions
Les premiers numéros de la seconde série d’Optic Nerve ont valu à Tomine le Prix Harvey du meilleur nouveau talent en 1996. En 2007, le onzième numéro reçoit le prix Ignatz du meilleur comic book. En 2016, Tuer et Mourir, dans le quatorzième numéro, reçoit le prix Eisner de la meilleure histoire courte. Adrian Tomine a alors reçu avec Optic Nerve les trois principaux prix de bande dessinée américains.

## Recueils des histoires

### Première série
- 32 Stories, Drawn & Quarterly, 1995.
  - (fr) 32 Histoires, Le Seuil, 2004.
  - (fr) 32 Histoires : Optic Nerve mini-comics, édition augmentée, Delcourt, coll. « Outsider », 2012.

### Deuxième série
- Sleepwalk and Other Stories, Drawn & Quarterly, 1997. Reprend les récits courts des numéros 1 à 4.
  - (fr) Les Yeux à vif, Delcourt, coll. « Contrebande », 1998.
  - (fr) Insomnie et Autres Histoires, Delcourt, coll. « Outsider », 2008.
- Summer Blonde, Drawn & Quarterly, 2002. Reprend les quatre histoires publiées dans les numéros 5 à 8.
  - (fr) Blonde platine, Le Seuil, 2003.
- Shortcomings, Drawn & Quarterly, 2007. Reprend les trois histoires publiées dans les numéros 9 à 11.
  - (fr) Loin d'être parfait, Delcourt, coll. « Outsider », 2008.
- Killing & Dying, Drawn & Quarterly, 2015. Reprends les six histoires publiées dans les numéros 12 à 14.
  - (fr) Les Intrus, Cornélius, 2015.